# Blacus bovistae
Blacus bovistae är en stekelart som beskrevs av Haeselbarth 1973. Blacus bovistae ingår i släktet Blacus och familjen bracksteklar. Inga underarter finns listade.